# Karl von Bülow
Karl Wilhelm Paul von Bülow (ur. 24 marca 1846 w Berlinie, zm. 31 sierpnia 1921 tamże) – niemiecki feldmarszałek. Dowódca 2 Armii niemieckiej podczas I wojny światowej.

## Początki kariery wojskowej
W 1864 wcielony do 2 gwardyjskiego pułku piechoty. W 1866 mianowany do stopnia podporucznika. Uczestnik wojny prusko-austriackiej w 1866, a także wojny francusko-pruskiej 1870–1871. Od 1872 adiutant Inspektora Piechoty szkolnictwa wojskowego. W latach 1877–1884 i 1885–1890 służył w Sztabie Generalnym. W 1884 dowódca kompanii w 96 pułku piechoty. Od 1890 szef sztabu korpusu gwardyjskiego, a od 1894 dowódca 4 gwardyjskiego pułku piechoty. Od 1897 dyrektor Departamentu Centralnego Ministerstwa Wojny. Od 1901 dowódca 2 gwardyjskiej Dywizji Piechoty. Od 1902 generał kwatermistrz. W latach 1903–1912 dowódca 3 Korpusu Armijnego (KA). Od 1913 generał pułkownik, generalny inspektor 2 Inspekcji Armijnej.

## I wojna światowa
W czasie mobilizacji przed I wojną światową 2 sierpnia 1914 wyznaczony na dowódcę 2 Armii (na którą składały się 7, 9 i 10 Korpus Armijny, 7 i 10 Korpus Rezerwowy, 2 dywizje Landwery – razem 260 tys. żołnierzy i 848 dział), która była rozwijana w rejonie Akwizgran – Malmedy – Euskirchen – Blankenheim.
4 sierpnia 1914 armia Bülowa bez wypowiedzenia wojny wtargnęła na terytorium Belgii i nacierała na twierdzę Liège, siły której osłaniały przeprawy na rzece Moza. Bülow zmuszony był rzucić do szturmu twierdzy siły oddziału wydzielonego pod dowództwem gen. O. von Emmicha. W związku z początkowym brakiem powodzenia szturmu Liège Bülow skierował dodatkowo siły 3 Korpusu gen. K. von Einema. Twierdza Liège kapitulowała 16 sierpnia 1914.
Następnie armia gen. Bülowa otrzymała zadanie nacierać lewym skrzydłem na północ od Namur i zdobyć broniącą miasta twierdzę. Po 3-dniowym ataku twierdza Namur została zdobyta, za co gen. Karl von Bülow odznaczony został orderem Pour le Mérite. W przygranicznych walkach Bülow odniósł także kilka znaczących zwycięstw nad 5 Armią Francuską, m.in. w bitwie pod Charleroi (23–24 sierpnia 1914). 30 sierpnia 1914 jego wojska ponownie pokonały francuską 5 Armię w bitwie pod Guise – Saint Quentin.
W czasie bitwy nad Marną armia Bülowa znalazła się w ciężkiej sytuacji w związku z przerzutem 3 i 9 korpusu 1 Armii gen. von Klucka nad rzekę Ourcq. Prawe skrzydło armii Bülowa zostało odkryte i powstała luka, w którą mogły wejść Armia Brytyjska i 5 Armia Francuska. W tej sytuacji, w związku z brakiem rezerw na prawym skrzydle, Bülow 7 września wycofał prawoskrzydłowe jednostki w rejon miasta Montmirail i na północny zachód od niego, czym powiększył lukę. 8 września w związku z zagrożeniem wejścia w lukę 5 Armii Francuskiej Bülow jeszcze raz wycofał prawe skrzydło, zwiększając lukę do 15 km, w końcu luka miała 35–40 km. szerokości. 9 września 1914 Armia Brytyjska i 5 Armia Francuska weszły klinem w lukę między 1 i 2 Armie Niemieckie. Przybyły na front emisariusz Sztabu Generalnego zmusił dowódców armii do podjęcia decyzji o wycofaniu. 10 września Bülow rozpoczął odwrót. To było przyczyną ogólnego wycofania wojsk niemieckich, chociaż odniosły one sukces operacyjny i taktyczny. 13 września 2 Armia zajęła pozycje obronne na północnym brzegu rzeki Vesle na wschód i na południowy wschód od miasta Reims.
W czasie walk nad rzeką Aisne (13–15 września) Bülow, dzięki pomocy podciągniętych rezerw, powstrzymał próbę ponownego natarcia wojsk francuskich. Później 2 Armia gen. Bülowa walczyła pod Arras (29 września – 9 października). W styczniu 1915 awansowany do stopnia feldmarszałka.
W marcu 1915 po doznanym zawale serca, skierowany do Niemiec na rekonwalescencję. 4 kwietnia 1915 został odwołany ze stanowiska dowódcy armii w związku z chorobą. W 1916 w dyspozycji naczelnego dowództwa.
Autor wspomnień Moje zapiski o natarciu na Marnie.